# Ron Troupe
Ronald "Ron" Troupe es un personaje ficticio del universo de DC Comics, asociado principalmente al entorno de Superman. Apareció por primera vez en The Adventures of Superman #480 en julio de 1991, creado por el escritor Jerry Ordway y el artista Tom Grummett. Es un periodista y editorialista del Daily Planet, conocido por su seriedad profesional, su integridad periodística y su compromiso con la justicia social a través de su trabajo.
Troupe se caracteriza como uno de los reporteros más preparados y cultos del Daily Planet, especializado en temas políticos, sociales y de derechos civiles. Su enfoque ético del periodismo y su voz crítica lo han convertido en un miembro destacado del equipo de redacción, y en algunas historias ha llegado a ocupar el puesto de editor asistente. Su presencia contrasta con la de otros personajes más impulsivos o mediáticos, como Lois Lane o Steve Lombard, aportando equilibrio y perspectiva al entorno profesional de Clark Kent.
En el ámbito personal, Ron Troupe es uno de los pocos personajes afroamericanos recurrentes en el universo de Superman. En varias continuidades, está casado con Lucy Lane, la hermana menor de Lois Lane, y juntos tienen un hijo. Esta relación ha sido tratada con diferentes grados de profundidad según la versión, pero suele mostrarlo como un padre responsable y un compañero afectuoso, aunque a veces en conflicto con el general Sam Lane, su suegro.

## Historial de publicaciones
Ron Troupe debutó en Adventures of Superman # 480 (julio de 1991) y fue creado por Jerry Ordway y Tom Grummett.

## Biografía ficticia
Junto con Cat Grant, es uno de los personajes más perdurables del bullpen del Daily Planet creado en el Universo Post-Crisis de DC. Apareció por primera vez en Adventures of Superman # 480 (julio de 1991) donde fue rechazado por un trabajo en el Daily Planet por el editor en funciones, Sam Foswell. En el siguiente número, consiguió un trabajo en la revista Newstime de Colin Thornton cuando Jimmy Olsen llegó tarde a su entrevista. Poco después, fue despedido de Newstime y contratado por Perry White, quien había regresado al Planet. Durante Reinado de los Supermen, White comparó el artículo de Troupe sobre el Cyborg Superman con las primeras historias de Superman de Lois Lane y Clark Kent.
Troupe era uno de los reporteros más sensatos del Planet, y no era tan probable como Lois o Jimmy de meterse en situaciones de las que no puede salir, aunque todavía estaba preparado para correr riesgos en pos de una historia.  En dos ocasiones se enfrentó al supervillano racista Bloodsport II. Durante los eventos que siguieron a la venta de Daily Planet a LexCorp, Ron Troupe y la hermana de Lois Lane, Lucy Lane, tuvieron una relación sentimental. Se casó con Lucy y tuvo un hijo, Samuel Troupe, llamado así por el padre de Lucy, Sam Lane. Entre los eventos de Crisis infinita y la renovación de The New 52 de la continuidad de Superman, no se exploró la relación de Ron y Lucy. Lucy trabajaba en Washington D. C. para el ejército y Ron todavía estaba en Metrópolis; el estado canónico de su relación pareció permanecer intacto luego de los eventos de la Crisis Infinita cuando Ron apareció en un flashback del funeral de Sam Lane, pero los eventos que separaron a Ron y Lucy no fueron revelados. Según Action Comics Annual # 11 (mayo de 2008), Ron Troupe es el reportero más educado del personal del Daily Planet y tiene más premios que nadie en el periódico. También se afirma que es conocido por sus editoriales políticas, es un ávido activista en demasiados grupos para enumerarlo, y a menudo se enfrenta al editor de Daily Planet Sports, Steve Lombard, en casi todo.
Su relación con Lombard se destaca en la historia de 'Brainiac', donde los dos entran en conflicto verbal sobre la forma en que cada uno elige cubrir temas relacionados con los deportes. Sin embargo, ambos trabajan juntos cuando los robots alienígenas invaden el Daily Planet, incluso salvando la vida de Cat Grant en el proceso.
La miniserie de 2009-2010 Superman: Secret Origin estableció que Troupe, en la continuidad post-Crisis Infinita, ya formaba parte del personal del Daily Planet cuando Clark Kent comenzó a trabajar en el periódico.

## En otros medios

### Televisión
- Ron Troupe hizo varias apariciones breves en los episodios de Superman: la serie animada, "Last Son of Krypton" y "Hand of Fate" con la voz de Dorian Harewood.[5]Troupe también hizo cameos de fondo regulares en el Daily Planet a lo largo de la serie.
- Ron Troupe hizo cameos sin hablar en varios episodios de Liga de la Justicia y Liga de la Justicia Ilimitada. Por lo general, se lo veía en escenas ambientadas en Metrópolis. En particular, Troupe apareció junto a Lois Lane, Jimmy Olsen y Perry White en el final de la serie "Destroyer".
- En Smallville, la firma de Ron aparece en un artículo del Daily Planet en la temporada 8 sobre un misterioso Desenfoque Rojo-Azul (Clark Kent) que ha aparecido por toda Metrópolis, salvando gente. En el episodio de la temporada 10 "Icarus", un archivo sobre Lois Lane enumera a Ron y Samuel Troupe como sus parientes.[6] El propio Ron no aparece en la serie hasta el episodio "Booster" de la temporada 10,[7] donde es interpretado por P.J. Prinsloo.
- Ron Troupe aparece en el episodio de Superman & Lois "Una breve reminiscencia entre eventos cataclísmicos", interpretado por Charles Jarman.
- En The Flash, la firma de Ron aparece brevemente en un artículo titulado "El doctor local mata a su esposa, su hijo sobrevive" en el episodio de la primera temporada "El hombre del traje amarillo".
- En la segunda parte del crossover de Arrowverso "Crisis on Infinite Earths", se revela que Ron y otros miembros del personal del Daily Planet son asesinados más tarde por un criminal loco de Gotham City.
- Una encarnación sexista de Ron Troupe llamada Ronnie Troupe aparece en Mis aventuras con Superman, con la voz de Kenna Ramsey. Esta versión carece de gafas y es miembro del "Scoop Troop" del Daily Planet que, a diferencia de sus compañeros reporteros, respeta a los pasantes Clark Kent, Lois Lane y Jimmy Olsen.

### Cine
- Ron Troupe aparece como un personaje de fondo en All-Star Superman. El personaje no tiene líneas en la película, pero aparece en las escenas del Daily Planet junto a Jimmy Olsen, Cat Grant y Steve Lombard.
- Ron Troupe aparece en Superman: Unbound con la voz de Michael-Leon Wooley.[5]
- Ron Troupe aparece en Reign of the Supermen con la voz, sin acreditar, de Nyambi Nyambi.
- Ron Troupe aparece en Superman Red Son, con la voz de Phil LaMarr.
- Ron Troupe aparece en Superman: Man of Tomorrow, con la voz de Eugene Byrd.[5]
- Ron Troupe aparecerá en Superman (2025), interpretado por Christopher McDonald.[8]

### Varios
- Aunque no aparece en The Batman, Ron Troupe tiene un cameo en el cómic derivado The Batman Strikes en el número 44. Aparece en el Daily Planet cuando Bruce Wayne lo visita.
- Ron Troupe aparece en el cómic digital de la temporada 11 de Smallville basado en la serie de televisión.